# Moscha pallida
Moscha pallida là một loài bướm đêm trong họ Noctuidae.